# Прокопьев, Игорь Сергеевич
Игорь Сергеевич Прокопьев (бел. Ігар Пракоп’еў; род. 29 мая 2001 года, Минск, Белоруссия) — белорусский журналист, автор передач на белорусском телевидении.

## Биография
Игорь имеет первое профильное образование — слесарь, но по данной специальности не работал. С 2020 года обучается в Белорусском государственном университете на факультете журналистики, специальность «журналистика по направлению (аудиовизульная)».
Родителей нет, воспитывался вместе с братом бабушкой с 2011 года. Информация о ней какая-либо отсутствует, как и о биологических родителях.
Работает в НГТРК РБ (Белтелерадиокомпания) и поддерживает ее политику. Компания в 2020 году увольняла сотрудников, которые не поддерживали взгляды руководства; на месте работы существовала серьёзная цензура, об этом утверждает экс-журналист БТ. Существование цензуры также подтвердил уволившийся тогда же журналист АТН Александр Лучонок.
Игорь Прокопьев занимает должность редактора на телеканале «Беларусь 1», где отвечает за творческую составляющую на музыкальном шоу «Фактор. BY» (белорусская версия Великобританского шоу «The X Factor») и его возрастном аналоге «Фактор. BY 60+»; выступает в качестве сценариста ток-шоу «100 вопросов взрослому» и корреспондента главного утреннего шоу Беларуси — «Доброе утро, Беларусь!».
Помимо этого является автором цикла фильмов на телеканале «Беларусь 1» под одноименным названием «Один день».

### Награды
2018 г. гран-при конкурса «Студент года», проводимый Белорусским республиканским союзом молодежи.
2019 г. Благодарностью Дирекцией 2nd European games "За активное освещение и продвижение 2-х Европейских игр.
2019 г. Благодарностью Министерства образования Республики Беларусь «За активное участие в проведении 2-х Европейских игр». После чего назначена стипендия Президента Республики Беларусь.
В 2020 году победил Республиканский конкурс аудиовизуальных проектов «ТИВИАР».
2021 г. проект «X Factor. Belarus» взял гран-при ХIV Национального телевизионного конкурса «Телевершина».